# Waldemar Petersen
Waldemar Petersen (Atene, 10 giugno 1880 – Darmstadt, 27 febbraio 1946) è stato un ingegnere elettrotecnico tedesco.
Figlio del cappellano di corte della Regina di Grecia, dopo il diploma conseguito presso il Ludwig-Georgs-Gymnasium di Darmstadt studiò elettrotecnica all'università TH Darmstadt (Technische Universität Darmstadt). Dal 1904 fu assistente di Erasmus Kittler che, nel 1902, allestì il primo laboratorio per alte tensioni (superiori a 50kV).
Con il suo libro "Hochspannungstechnik" (Tecnica delle alte tensioni), pubblicato nel 1910, Petersen guadagnò una certa reputazione; l'opera divenne presto un riferimento usuale per chi voleva cimentarsi in quel settore. Nel 1915 divenne il successore di Kittler e assunse l'incarico di professore di elettrotecnica all'Università di Darmstadt.
Le sue ricerche si focalizzarono soprattutto su argomenti riguardanti correnti di cortocircuito e sovratensioni, con numerosi studi condotti sia in laboratorio che sul campo. Tra il 1916 e il 1917 portò a compimento gli studi progettuali sulla bobina di messa a terra del neutro, ormai usualmente chiamata, in onore del suo ideatore, bobina di Petersen o bobina di compensazione o bobina di autoestinzione. Tecnologia, questa, che migliorò notevolmente la qualità di servizio delle reti dell'epoca, che entrò a pieno diritto a far parte del patrimonio impiantistico tedesco e nordeuropeo, ma che oggi sta tornando alla ribalta anche in Italia. La prima installazione fu realizzata a Ludwigsburg, nel 1917, su una rete a 10kV; proprio nel 1917 il dispositivo venne brevettato e rimase in funzione fino al 1928, la bobina originale può tuttora essere ammirata al Deutsches Museum di Monaco di Baviera.
Negli stessi anni l'ing. Petersen approfondì la teoria del campo elettrico e condusse studi su scariche elettriche e cedimenti dielettrici. Nel 1918 ultimò la realizzazione del relè wattmetrico, la nuova tipologia di protezione da impiegare nelle linee in cui veniva installata la bobina di Petersen.
Nel 1926 fu assunto presso l'AEG (Allgemeine Elektrizitäts-Gesellschaft) e nel 1928 ne diventò direttore generale e ricoprì questo ruolo fino alla fine della seconda guerra mondiale (1945). La sua attività di insegnante all'università di Darmstadt si concluse, invece, nel 1933.
Il 27 febbraio 1946 Petersen morì in solitudine a Darmstadt, città che era stata completamente devastata dalla seconda guerra mondiale.